# Les Twins
Les Twins — хип-хоп танцевальный дуэт, созданный братьями Буржуа — Лораном и Ларри.
Les Twins соревновались в нескольких конкурсах танцев, таких как Battle Of The Stylez и World of Dance. В 2011 году они выиграли турнир по Хип-хопу Juste Debout. У них очень большая семья, 9 братьев и сестер, многие из которых тоже танцуют. Позже в 2013 году снялись в клипе David Guetta «Play hard».
Les Twins выступили с Beyoncé Knowles и появились на телевизионном шоу талантов Incroyable. Они также были в видео на YouTube Jay-Z. Ещё близнецы путешествовали с цирком Cirque du Soleil, как рекомендуемые танцоры, но в декабре 2011 года их отношения с шоу закончились.
В августе 2017 года братья выиграли телевизионное шоу World of Dance и взяли главный приз 1 млн долларов.
Состоят в коллективе Criminalz Crew по сей день. В 2019 сыграли двух инопланетян в фантастическом фильме «Люди в чёрном: Интернэшнл».